# Кермек сарептський
Кермек сарептський (Limonium sareptanum) (A.Beck.) Gams, 1927 — вид рослин родини кермекових.
Синоніми: Limonium tomentellum (Boiss.) O.Kuntze var. sareptanum Salmon, 1911

## Наукове значення
Рідкісний номадійсько-туранський вид на західній межі ареалу.

## Чисельність та структура популяцій
Локальні популяції досить чисельні.

## Причини зміни чисельності
Зміна гідрологічного режиму, надмірний випас.